# Who Killed Captain Alex?
Who Killed Captain Alex? is een Oegandese actiekomediefilm uit 2010, geschreven, geproduceerd en geregisseerd door Nabwana IGG voor de microbudget Wakaliwood-filmstudio. De film werd opgenomen met een gerapporteerde productiebegroting van minder dan $ 200, hoewel producent Alan Hofmanis later aangaf dat de werkelijke productiebudget $ 85 bedroeg.
De productie begon eind 2009 in de sloppenwijken van Kampala, en de film werd geschoten in januari 2010. Nabwana monteerde de film op een computer die hij had geassembleerd uit oude onderdelen. De film, bekend om zijn no-budget-aanpak, bevatte zelfgemaakte rekwisieten, zelf gefabriceerde camera-apparatuur en kostuums die door de acteurs zelf werden geleverd. De film werd in januari 2010 naar YouTube geüpload en kreeg al snel virale bekendheid. De film is sindsdien meer dan 8,9 miljoen keer bekeken.
De film werd positief ontvangen door zowel critici als publiek en werd beschouwd als een charmante "zo slecht, dat het goed is" ervaring, ondanks technische beperkingen. De filmstudio Wakaliwood heeft met behulp van het succes van de film zelfs een cultstatus opgebouwd.

## Plot
De president van Oeganda geeft Captain Alex de opdracht om de Tiger Mafia te verslaan, maar hij wordt terwijl hij daar mee bezig is gedood. Na het horen van het tragische nieuws, onderzoekt zijn broer de zaak om wraak te nemen voor de dood van Alex.